# Mitko Stojkovski
Dimitrija "Mitko" Stojkovski (en macedonio: Митко Стојковски) (18 de diciembre de 1972) es un exfutbolista macedonio, nacido en la antigua Yugoslavia. Se desempeñaba como defensa.

## Clubes
| Club                      | País                | Año       | Partidos | Goles |
| FK Pelister               | Yugoslavia          | 1989-1991 | 54       | 1     |
| Estrella Roja de Belgrado | Yugoslavia          | 1991-1995 | 103      | 2     |
| Real Oviedo               | España              | 1995-1997 | 63       | 1     |
| VfB Stuttgart             | Alemania            | 1997-1999 | 12       | 0     |
| FK Pelister               | Macedonia del Norte | 1999-2001 | 0        | 0     |

## Palmarés
Estrella Roja de Belgrado
- Superliga de Yugoslavia: 1994-95
- Copa de Yugoslavia: 1993, 1995

VfB Stuttgart
- Copa de la Liga de Alemania: 1998

FK Pelister
- Copa de Macedonia: 2001

- Datos: Q1371917